# Phytobia pruinosa
Phytobia pruinosa este o specie de muște din genul Phytobia, familia Agromyzidae. A fost descrisă pentru prima dată de Daniel William Coquillett în anul 1902.
Este endemică în Colorado. Conform Catalogue of Life specia Phytobia pruinosa nu are subspecii cunoscute.